# Ekonomika Norska
Ekonomika Norska i norská koruna (NOK) je poměrně silná a stabilní s dlouhodobým růstem. Tamní HDP je přes 400 mld. USD, což tvoří přibližně 69 000 USD na obyvatele v paritě kupní síly. HDP je v Norsku tvořeno převážně z podílu služeb (73 %), průmyslu (25 %) a zemědělství (2 %). Nezaměstnanost je v Norsku velmi nízká a pohybuje se okolo 4,6 %. 74 % obyvatel pracuje ve službách, 22 % Norů pracuje v průmyslu a pouze 4 % norské populace se živí zemědělstvím.
V zemích střední Evropy se stále houževnatě udržuje představa, že si Norové vydělávají peníze takřka výhradně jako rybáři, v zemědělství či lesním hospodářstvím, anebo jako námořníci či pracovníci na ropných plošinách v moři. Je to samozřejmě klamná představa. Země je závislá na dovozu potravin.

## Sociální systém

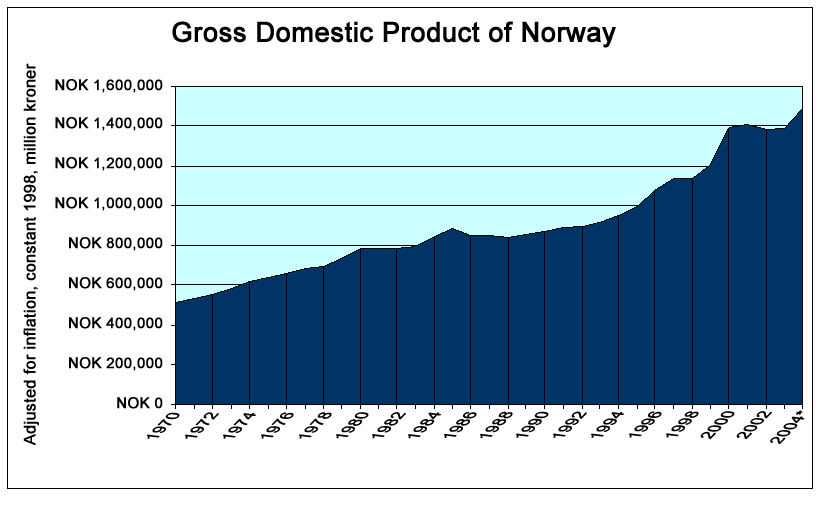
HDP Norska, 1979 až 2004

Norsko zavedlo daně, které jsou ve srovnání se středoevropskými poměry extrémně vysoké a ve svých progresivních hodnotách dosahují v některých případech až 80 % celkových příjmů. To umožňuje rozsáhlé společenské využití prostředků, nahospodařených v soukromém sektoru. Tak se větší část rizikových záležitostí v průběhu lidského života hradí z prostředků získaných na daních.
Nároky na pomocné zásahy, na jakousi „národní rentu“, jak se říká minimální mzdě, na pomoc v nezaměstnanosti, jsou zajištěny prostřednictvím zvláštního zákona. Ze stejného příjmu z daní se mohou hradit i nároky na umístění dětí do jeslí a mateřských škol, do škol s celodenním provozem, školní obědy, náklady na učební pomůcky a na provoz školních autobusů, ale také přeškolovací kurzy a veškerá opatření pro získání kvalifikace lidí pracujících ve výrobě. Smyslem těchto snah je, aby měl bez výjimky každý Nor vlastní příjem – tedy aby tu existovala plná zaměstnanost všech práce schopných obyvatel země.
Následkem toho se v Norském království vypočítává počet nezaměstnaných podle zcela jiných metod nežli jinde ve střední Evropě. Každý občan mezi 15. a 67. rokem věku (věk 67 let je důchodovou hranicí) je pokládán za člověka hledajícího práci. Z tohoto úhrnu občanů jsou vyňati žáci, studenti, lidé nemocní, invalidé, matky na mateřské dovolené a vězni ve výkonu trestu. Pro všechny ostatní musí být k dispozici pracovní místa nebo se pro ně musí vytvořit pracovní příležitosti. Osoby, u nichž se ukázaly tyto snahy – většinou dočasné – jako marné, se pokládají za nezaměstnané. Není jich v současnosti víc než asi 5 %. Kdyby se například vedl podle stejných kritérií takový propočet ve Spolkové republice Německo, počet nezaměstnaných by tam činil přes 30 % obyvatelstva.
Dalším důležitým cílem státních opatření je všeobecné zlepšení životních podmínek v odlehlých a slabě osídlených pásech země; v podstatě tu jde o to, aby se zamezilo nebo aspoň omezilo vylidňování těchto krajů. Slouží k tomu kulturní domy, bezplatně fungující komunální kina a knihovny a bezplatný systém lékařské péče. Realizuje se i program postupného propojování malých ostrůvků, na nichž většinou nežije víc než 100 obyvatel, mosty a tunely jednak mezi nimi, jednak mezi pevninou.
Systém sociálního zabezpečení a veškerá opatření, umožňující integraci každého jedince do pracovního procesu, jsou samozřejmě extrémně nákladná. Výše přímého zdanění (daň ze mzdy a daň z příjmu), ale i zdanění nepřímého (DPH) dosáhly až kritické a bolestivé hranice – a tak museli skandinávští sousedé Norů, kde se praktikovaly obdobné soustavy, přistoupit ke krácení výhod tohoto sociálního systému. Naproti tomu Norsko si vymoženosti sociálního státu může stále ještě dovolit. Finanční deficit země tvořil roku 1987 celých 80 miliard norských korun, tedy v průměru kolem 20 000 korun na jednoho obyvatele. Od roku 1971, kdy byly v Ekofiskfeldu, který leží jihozápadně od Stavangeru, postaveny první vrtné věže pro těžbu ropy a zemního plynu, hraje toto odvětví rozhodující roli v norském hospodářství.

## Zemědělství

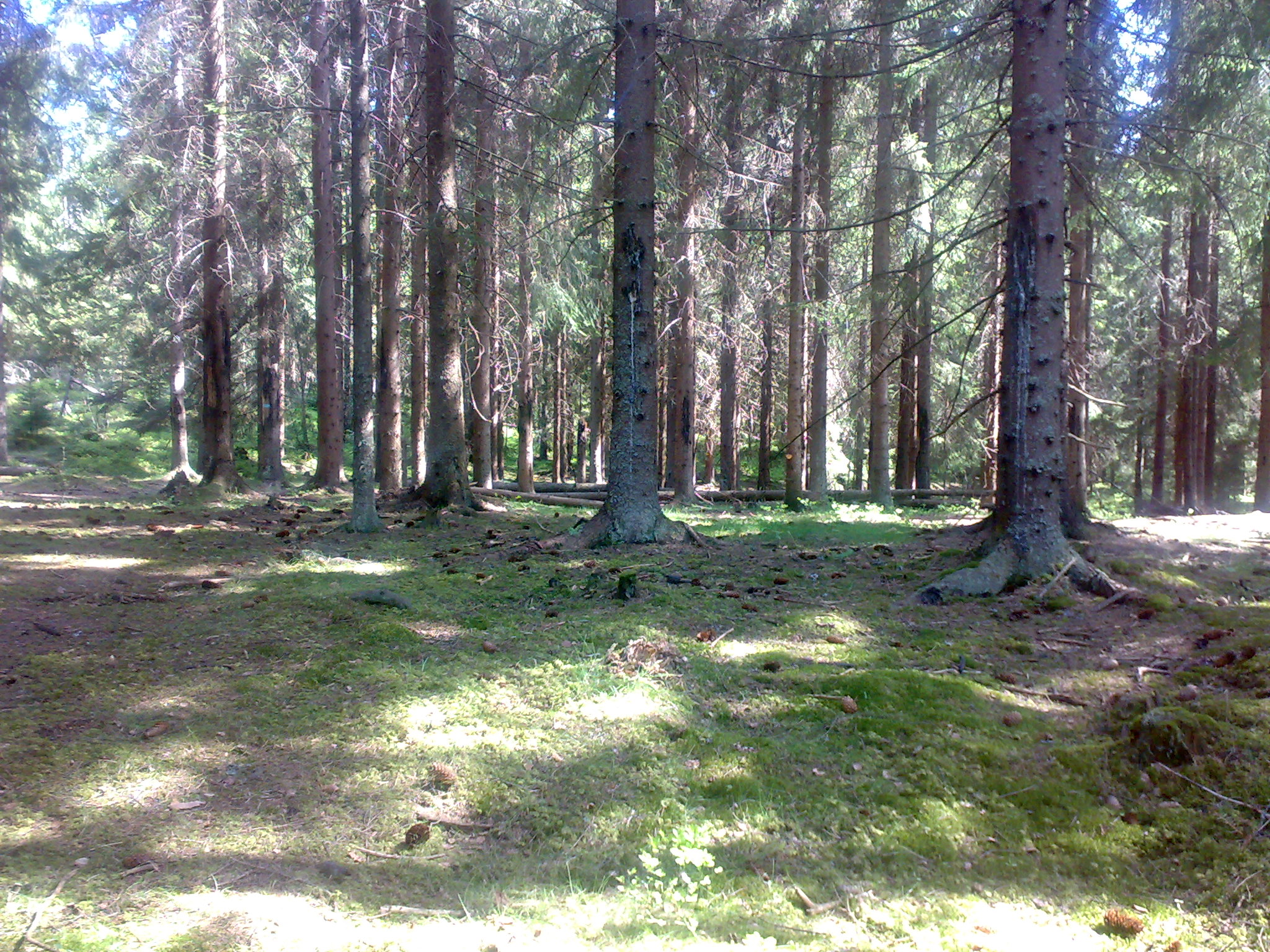
Typický norský les.

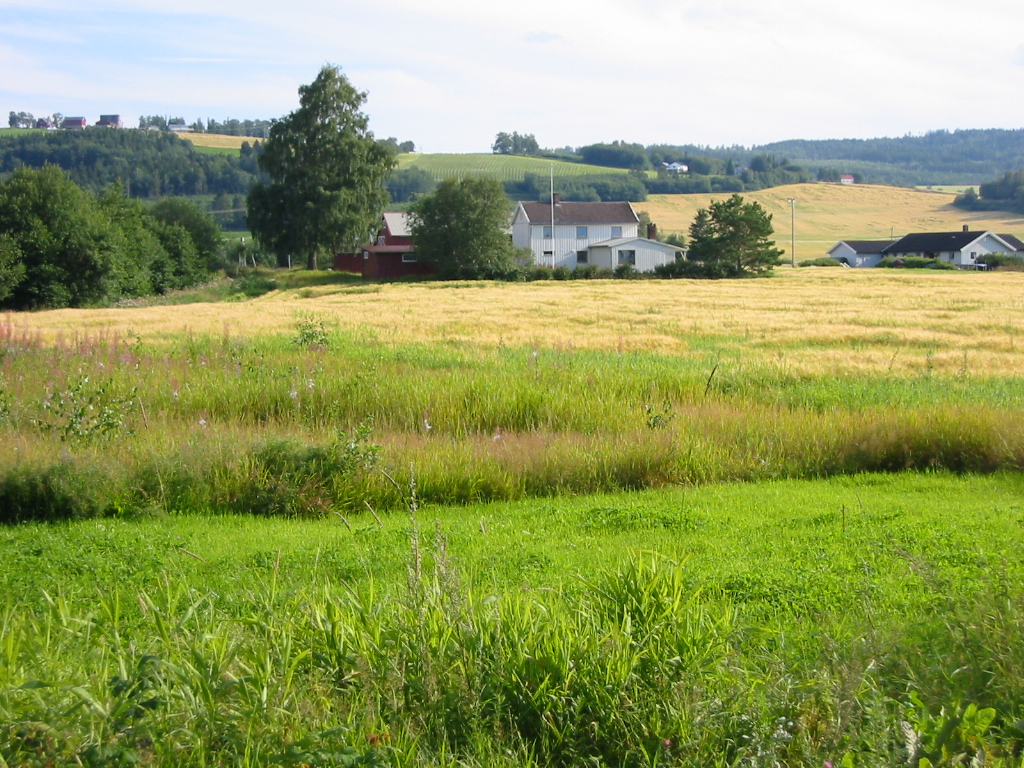
Krajina u Verdalu (64°).

Nejpozději do konce hospodářské krize v 50. letech minulého století tu docházelo k dalekosáhlým strukturálním změnám hospodářství: Postupně se budoval průmysl a sektor služeb. Dále pak mechanizace ve všech oborech zemědělského a lesního hospodářství dovolila rychle a podstatně snižoval počty zaměstnanců v těchto oborech. Dnes na polích a v lese pracuje jen 7 % norského obyvatelstva, což je méně než v klasických průmyslových zemích s rozvinutou mechanizací.
Tato skutečnost měla pochopitelně za následek značný odliv pracovních sil z oblastí typicky zemědělských. A tak v současné době žije ze čtyř a půl milionu Norů téměř 60 % ve městech a více než 70 % v takzvaných tettstederech, to znamená v místech obývaných více než dvěma stovkami obyvatel. Aby se odlehlé části Norska zcela nevylidnily, investují se do různých akcí značné finanční prostředky. Tak například subvence pro pracovní místa v zemědělství jsou ve výši 260 000 norských korun ročně bezkonkurenčně nejvyšší v Evropě. Vyplácejí se také vysoké prémie za zalesňování půdy, za kosení horských pastvin a okrajů cest a rovněž veliké částky za pěstování brambor, pšenice a ječmene, různých druhů ovoce a dalších plodin.
V klasických rybářských oblastech - například na Lofotech a Vesterålen – probíhají pokusy vytvářet investicemi velikého kapitálu nová pracovní místa, aby rybáři, kteří tu ztratili pracovní příležitost, pomohli naplnit povolené kvóty norského rybolovu.
Mimořádné naděje tu vkládají do vytváření zvláštních vodních farem, kterým se poskytují velkorysé půjčky. Roku 1990 se tu například vyrobilo 150 000 tun lososů. Tento veliký úspěch však s sebou přináší snižování cen. Začalo se i s pokusy chovat mořské jazyky a humry, ale zatím bez výsledků.
V Norsku se pěstují ve větší míře pouze čtyři plodiny – pšenice, oves, ječmen a brambory. Velký význam má i chov dobytka, který se stává významným potenciálem norského zemědělství. Masivní chov je zaměřen na skot, ovce, soby a prasata.

## Těžba

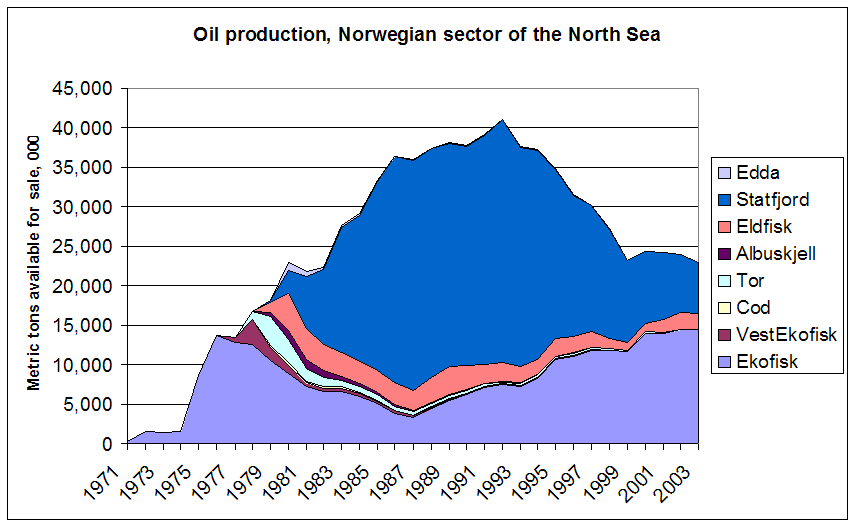
Těžba ropy na různých místech v Norském moři.

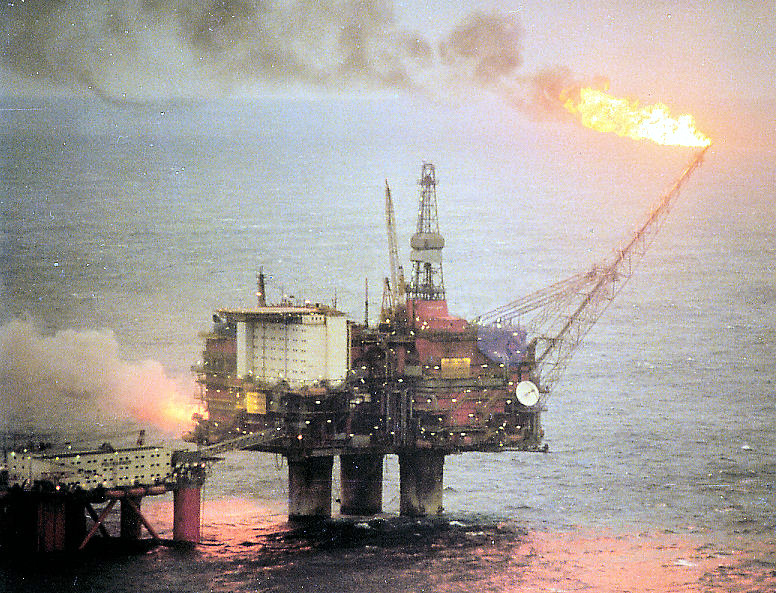
Těžení ropy v Severním moři.

Země nemá k dispozici mnoho významných těžebních materiálů – s výjimkou nalezišť obrovských zásob ropy a zemního plynu v příbřežní oblasti Atlantiku. To ovšem znamená, že musí dovážet prakticky veškeré průmyslové suroviny a investovat tak do nich veliké prostředky. Na druhou stranu byla země dávno před naftovým boomem zbavena potřeby nakupovat drahou energii, protože jí má dostatek v podobě, kterou poskytuje voda.
Norsko má bohaté přírodní zdroje převážně ropy, zemního plynu a v menší míře i černého uhlí, železné rudy, mědi, zinku a olova. Těžené nerostné suroviny se hojně vyvážejí do zahraničí, což tvoří výrazný příjem pro Norsko, které je díky těmto nerostným zdrojům jednou z nejbohatších zemí Evropy.
Kolem politiky, týkající se těžby ropy a zemního plynu, se vedou důkladné úvahy: Především o tom, jak využívat omezených zásob těchto surovin pomalu a maximálně výhodně, to znamená nezahajovat novou těžbu v místech, kde ještě nebyla vybudována odpovídající zařízení, aby nepřišlo nazmar nic z bohatství země.
Druhým zásadním hlediskem je udržet těžbu těchto zdrojů plně pod kontrolou Norska - což znamená v maximální možné míře vyloučit vliv nadnárodních koncernů v této oblasti.
A za třetí musí být zisk z těžby ropy a zemního plynu využit na pevnině k investicím, které by sloužily zemi i v době „ponaftové“. Takže už od roku 1995 se odvádějí jisté peněžní prostředky do tzv. „Fondu budoucnosti“, který se stává základnou pro předpokládané investice vynakládané v zájmu budoucích generací země. Diskutuje se o něm a o jeho využití už dobrých deset let, ale teprve v poslední době[kdy?] jsou přebytky zisků z těžby ropy tak veliké, aby se z nich daly ušetřit významné částky pro fond.
Vinu na tomto opoždění nese skutečnost, že se v posledních letech proinvestovaly miliardové částky v norských korunách na budování silniční sítě v zemi. Zlepšovalo se i železniční spojení a v hustě obydlených aglomeracích byly vybudovány systémy místní dopravy. Modernizovala se i rozsáhlá flotila poštovních lodí, která zajišťuje lodní dopravu podél pobřeží. Dosáhla nyní[kdy?] opravdu vysoké úrovně. Mnohé vnitrostátní trajekty byly nahrazeny mosty a tunely.

## Průmysl
Průmyslový sektor Norska je ve srovnání s podnikáním v oboru služeb na ústupu. Od stavu v 60. letech počet pracovních míst v průmyslu poklesl z vysokých 60 % na současných[kdy?] 30 %. Naproti tomu v oblasti služeb narostl počet pracovních míst bezmála na dvě třetiny veškerých pracovních míst v zemi. Je sice pravda, že se celosvětový trend vyznačuje přesunem pracovních sil z průmyslu do oboru služeb, ale v Norsku je tento vývoj navíc posilován systémem sociálního státu.
Z Norska se exportují převážně stroje, chemikálie, ryby a jedná se také o významného výrobce lodí. Mezi odběratelské země patří např. Velká Británie, Německo, USA, Japonsko a další.
Norská elektrická energie vzniká v 99,1 % v hydroelektrárnách a zbytek (0,9 %) zajišťují především malé tepelné elektrárny. Asi 23 % použitelného potenciálu vodní síly celé Evropy se nachází na území Norska. A 60 % tohoto úhrnu potenciální energie je reálně přístupno.
Protože elektrická energie se obtížně skladuje, ale na větší vzdálenost ji lze dopravovat, vsadili v Norsku na průmyslové obory, které vyžadují vysokou spotřebu energie – je to třeba hutnictví hořčíku a hutnictví a zpracovávání bauxitu a hliníku, ale i průmyslová odvětví související s hutnictvím železa. Kromě toho se elektrického proudu začalo používat všude, kde jen mohl nahradit jiné formy energie. Tak se zde stala takřka výhradním topivem právě elektřina. Teplo obstarává přímo v domácnostech elektrický proud a na elektřině se také vaří. V Trondheimu se jí dokonce vyhřívají i chodníky.
Ovšem budování dalších staveb pro výrobu elektřiny z vodní energie v poslední době naráží na stále narůstající odpor. Norsko dokáže pokrýt vlastní energické potřeby a spotřebitelské ceny jsou na bezkonkurenčně nízké úrovni. Poptávka po energii v sousedních státech je samozřejmě omezená a nejeví stoupající tendenci; eventuální export elektřiny do států střední Evropy by vyžadoval mnohamiliardové investice do systémů vedení proudu - ale i tak by na konci toho všeho přebývala asi čtvrtina nově vyrobené energie. Kromě toho by další budování vodních elektráren vyžadovalo obrovské stavby, které by zničily mnoho nádherných vodopádů a narušily rozsáhlé přírodní oblasti.
Právě proto protivníci budování dalších zdrojů elektrické energie byli pro moratorium. Teprve ve chvíli, kdy se najde důvod pro smysluplné využití nových zdrojů elektrické energie, bude se diskutovat o potřebě dalších vodních elektráren. Zastánci dalších staveb vkládají naděje do vývoje supravodivých kabelových systémů, které by snížily ztráty energie při jejím přenosu a mohly by učinit z vývozu elektrické energie profitující odvětví.
Průmyslová odvětví související s lesem se také neobejdou bez investic, hlavně proto, že tu stále stlačuje ceny nadbytečná nabídka dřeva z oblastí deštných pralesů v tropickém pásmu Země. Norsko se pokouší opustit roli producenta a dodavatele surového nezpracovaného dřeva a naopak se soustřeďuje na výrobu dřevěných hal, domků, domů a nábytku. Usiluje také o zužitkování dřevěného odpadu například v podobě dřevotřískových desek.

## Služby
Výše popsané investice do infrastruktury se nutně projevily v příznivém vývoji turistiky. Zlepšená infrastruktura však posílila i tendenci překonávat v čase co možná nejkratším stále větší a větší vzdálenosti. Tím způsobem se průměrná doba, po kterou turisté pobývají na území Norska, zkrátila ze sedmnácti na třináct dnů. Stále větší pozornost je nutno věnovat i tomu, že se přírodní bohatství Norska opotřebovává. Snad právě proto naráží výstavba dalších turistických center na vážný odpor.
Nové a nové hotely, využívané prakticky jen tři nebo čtyři měsíce, vyžadují horentní náklady, které se musí projevit i na cenách jejich služeb, které odrazují turisty. Stavba nových hotelů rozpoutává jen závodění v cenách mezi jednotlivými podniky. Kritikové dosavadního vývoje sázejí víc na turistiku s menším počtem hostů, avšak při prodloužení sezony.

## Zahraniční ekonomické vztahy

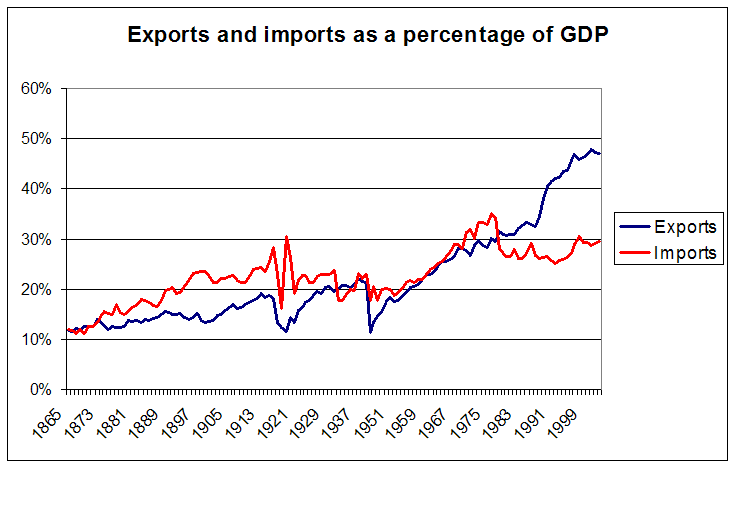
Vývoz a dovoz Norska.

Dalším zásadním problémem, s nímž se utkává norské hospodářství, je jeho vztah k Evropské unii. Naposledy to bylo roku 1994, kdy Norové odmítli vstup do této organizace, kam do té doby vstoupili všichni jejich skandinávští sousedé. Přes dohodu o volném obchodu jsou teď norské hranice hranicemi Evropské unie i s příslušnými odvody. Proto se norští podnikatelé rázně dožadují masivních subvencí pro export, aby nepřišli o své dosavadní zákazníky ve skandinávských zemích a v ostatní Evropě. Přitom se hrozí také přesunem pracovních míst orientovaných na export do zemí EU.
Zcela jistě může Norsko po odmítnutí vstupu do Evropské unie očekávat mnoho problémů. Za toto rozhodnutí země může děkovat prazvláštní koalici kruhů zainteresovaných v zemědělství, rybolovu a v těžbě ropy, které dokázaly probudit k životu odvěké obavy Norů. Jako čerta na zdi malovaly hrůzostrašné, děsivé vize zániku norského zemědělství, bez ostychu neustále opakovaly, že rybáři z jižní Evropy definitivně zplundrují už beztak značně zdecimovaný stav ryb v norských vodách. A ty největší obavy vyplývaly z toho, že norské příjmy z těžby ropy a zemního plynu Brusel rozdělí mezi okrajové státy, jakými jsou Portugalsko, Řecko nebo Irsko.
Ovšem celní a pasová unie Norska se Švédskem, Finskem a Dánskem funguje i nadále a nikdo zatím nežádá její zrušení. Pro Norsko však bude třeba najít nějaký zvláštní status, který by skončil jeho kvazičlenstvím v Evropské unii, i když jejím oficiálním členem není.
Vnitropolitické napětí vyvolává také úmysl, že by se měla těžba ropy a zemního plynu rozšířit na daleký sever. Když se ukázalo, že pokusné vrty u Tromsø byly úspěšné, předpokládá se, že by vydatná naleziště za 65° severní šířky nahradila tenčící se zásoby ropy na jihu Norska. To zas ovšem naráží na prudký odpor severonorských rybářů, kteří mají oprávněné obavy ze znečištění svých lovišť podél severních břehů země.
Mnoho problémů s sebou přineslo také ukončení studené války. Norsko bylo totiž jediným státem NATO, který bezprostředně sousedil s Ruskem. Proto je v severním Norsku dodnes soustředěno mnoho vojenských objektů, které jsou pro rozpadu Varšavského paktu zbytečné a jsou likvidovány. Vytvořit pro specializované síly, které tam pracují, odpovídající pracovní místa, bude vyžadovat veliké úsilí a bude to stát mnoho peněz.